# Confédération d'unification syndicale
La Confederación de Unificación Sindical (CUS - Confédération d'unification syndicale) est une confédération syndicale du Nicaragua fondée en 1964. Elle est affiliée à la Confédération syndicale internationale et à la Confédération syndicale des travailleurs et travailleuses des Amériques.